# Пидлипняк, Исаак Митрофанович
Исаак Митрофанович Пидлипняк (30 мая 1913 года, село Танское, ныне Уманский район, Черкасская область — 11 июля 1993 года, посёлок городского типа Шевченково, Шевченковский район, Харьковская область) — организатор сельского хозяйства, Герой Социалистического Труда (7 мая 1948 года)

## Биография
Исаак Митрофанович Пидлипняк родился 30 мая 1913 года в селе Танское Уманского уезда Киевской губернии ныне Уманского района Черкасской области.
В 1932 году окончил Лебединский сельскохозяйственный техникум в городе Лебедин (ныне Сумская область), после чего работал учёным-агрономом Подвысоцкой машинно-тракторной станции. В марте 1933 года был переведён на эту же должность в Булацеловскую машинно-тракторную станцию Шевченковского района (Харьковская область, Украинская ССР), а перед войной был назначен директором этой же МТС.
В период с октября 1942 по февраль 1943 года во время оккупации территории района создал и возглавил Шевченковский партизанский отряд. После освобождения района Пидлипняк работал председателем исполнительного комитета Шевченковского районного совета депутатов трудящихся.
В декабре 1945 года вновь назначен на должность директора Булацеловской машинно-тракторной станции. В 1947 году колхозы и совхозы, обслуживавшиеся Булацеловской МТС, получили высокий урожай ржи по 23,32 центнера с гектара на площади 1110 гектаров.
Указом Президиума Верховного Совета СССР от 7 мая 1948 года за получение высоких урожаев пшеницы, ржи, кукурузы и сахарной свёклы при выполнении колхозом обязательных поставок и натуроплаты за работу МТС в 1947 году и обеспеченности семенами зерновых культур для весеннего сева 1948 года, Исааку Митрофановичу Пидлипняку присвоено звание Героя Социалистического Труда с вручением ордена Ленина и медали «Серп и Молот».
Начиная с 1958 года в течение 20 лет работал управляющим Шевченковским районным объединением «Сельхозтехника».
Избирался депутатом Харьковского областного и Шевченковского районного советов депутатов трудящихся.
Исаак Митрофанович Пидлипняк жил в посёлке городского типа Шевченково Харьковской области, где и умер 11 июля 1993 года. Похоронен на кладбище посёлка городского типа Шевченково.

## Награды
- Медаль «Серп и Молот» (07.05.1948);
- Орден Ленина (07.05.1948);
- Орден Октябрьской Революции (08.04.1971);
- Два ордена Трудового Красного Знамени (19.04.1967; 08.12.1973);
- Орден «Знак Почёта» (26.02.1958)
- Медали «За отвагу» (10.05.1965), «За трудовую доблесть» (23.01.1948) и другие.